# نونا جابرينداشفيلي
نونا جابرينداشفيلي (مواليد 3 مايو 1941) هي لاعبة شطرنج جورجية وسوفيتية وهي أول امرأة تحصل على أستاذ كبير.